# M-345 (航空機)
アレーニア・アエルマッキ M-345
- 用途：練習機
- 製造者：アレーニア・アエルマッキ
- 運用者： イタリア（イタリア空軍）
- 初飛行：2005年6月1日
- 運用開始：2017年
- 運用状況：増勢中

M-345は、イタリアのアレーニア・アエルマッキ社が開発したジェット練習機。旧アエルマッキ社の傘下に入ったSIAI-マルケッティ社が以前に開発したS-211の発展型で、当初の名称はM-311だった。

## 概要
M-311は、2004年7月にS-211の近代化改良発展型として発表され、S-211のデモンストレーター機を改造して作られたM-311デモンストレーター機は2005年6月1日に初飛行した。
機体は主に電子機器の一新が行われており、コックピットはヘッドアップディスプレイや3基のカラー多機能ディスプレイを備えたグラスコックピットとなった。機体フレーム自体はS-211とほぼ同じだが、エンジンは各種機材の搭載・拡張による重量増に対応するため強化型を採用している。翼下に4つ、胴体下に1つハードポイントを備え、兵装管理システムのオプションを取り入れれば軽攻撃機としても使用できる。
2012年からはM-345 HET(High Efficiency Trainer,、高効率練習機の意)と名称が変更され、搭載エンジンもウィリアムズ FJ44-4Mに変更された。

## 運用国
イタリア
2013年6月にイタリア空軍と開発契約を結び、2017年末から5機の運用が始まった。
2019年には、イタリア空軍が追加の13機と地上訓練のシステム、5年間の兵站支援業務を3億ユーロで発注した。イタリア空軍は137機のMB-339を45機のM-345で代替し、曲技飛行隊「フレッチェ・トリコローリ」の機体もM-345で更新する予定である。しかし、後にこの計画は撤回され、M-346に変更された。
2020年5月8日、M-345 HETがイタリア国防省航空装備総局（DAAA）から初期認証を取得したことが発表された。
2025年6月12日、イタリア空軍はM-345（イタリア空軍での名称はT-345A）を正式に就役させた。MB-339の後継として、ガラティーナの第61航空団で運用を開始。

## 諸元
- 全長：9.85m
- 全幅：8.47m
- 全高：3.74m
- 翼面積：12.60m2
- 空虚重量：2,300kg
- 最大離陸重量：4,500kg
- エンジン：ウィリアムズ FJ44-4M-34 ターボファンエンジン （推力15.4kN） × 1
- 超過禁止速度：795km/h
- 最大速度：740km/h
- 巡航速度：704km/h
- 失速速度：170km/h
- 海面上昇率：1,585m/min
- 実用上昇限度：12,192m
- 最大航続距離：1,410km
- 荷重制限：+7.0G/-3.5G
- 乗員：2名